# ميزون (إزار)
ميزون هي بلدية في إزار في جنوب شرق فرنسا.